# Gigantogryllacris morotaiensis
Gigantogryllacris morotaiensis är en insektsart som beskrevs av Heinrich Hugo Karny 1937. Gigantogryllacris morotaiensis ingår i släktet Gigantogryllacris och familjen Gryllacrididae. Inga underarter finns listade i Catalogue of Life.